# ماكسيميليانو سيلفارا
ماكسيميليانو سيلفارا (بالإسبانية: Maximiliano Silvera)‏ هو لاعب كرة قدم أوروغواياني، ولد في 5 سبتمبر 1997 في باندو، أوروغواي ‏ في الأوروغواي. لعب مع سبورتيفو سيريتو.

## وصلات خارجية
- ماكسيميليانو سيلفارا على موقع قاعدة بيانات كرة القدم.إي يو (الإنجليزية)
- ماكسيميليانو سيلفارا على موقع Soccerway.com (الإنجليزية)
- ماكسيميليانو سيلفارا على موقع عالم كرة القدم.نت (الإنجليزية)